# Жан-Марк Тюрин
Жан-Марк Тюрин (на френски: Jean-Marc Turine) е белгийски писател на произведения в жанра социална драма, режисьор и продуцент.

## Биография и творчество
Жан-Марк Тюрин е роден на 13 септември 1946 г. в Брюксел, Белгия. На 13 години отива в колежа „Сен Мишел“, разположен в Етербек (Брюксел). Там претърпява сексуално насилие и изнасилване от няколко йезуитски свещеници през цялото си юношество. Едва през 2022 г. той разказва тази част от живота си в книгата си „Преподобни отци“.
След завършването си работи като учител, а после от 1992 г. е продуцент в радио „Франс Кюлтюр“ (France Culture) в продължение на 10 години, където става особено известен със своите дискографски записи.
Приятел на Маргьорит Дюрас, която среща на снимачната площадка на „Жълто слънце“ (Jaune le soleil), той написва заедно с нея и Жан Масколо сценария за филма „Децата“ (Les Enfants), издаден през 1985 г. и носител на Голямата награда на Асоциацията за артхаус кино на Берлинския фестивал през 1986 г. През 1997 г. продуцира комплект от 4 компактдиска за Маргьорит Дюрас. Той изчаква десет години след смъртта на Маргьорит Дюрас, за да публикува спомените си в мемоарната си книга „Маргьорит Дюрас, улица „Сен Беноа“ № 5, ет. 3, вляво“. През 2000 г. издава два компактдиска, озаглавени „Престъпления срещу човечеството“, за които печели Голямата награда на Академия „Шарл Кро“ за звукозапис.
Като продуцент и режисьор, в сътрудничество с Жан Масколо, създава няколко документални филма от историческо, литературно или обществено естество, особено посветени на Робер Антелм или групата приятели интелектуалци, които се срещат в дома на Маргьорит Дюрас на улица „Сен Беноа“ в периода от 40-те до 60-те години на XX век. Той също е продуцент на Белгийското радио и телевизия на френската общност (2004, 2006) и съдейства на групата брюкселски художници Collectif Manifestement. Реализира множество предавания по различни наболели теми, между които и политическите и расови депортации по времето на нацизма, положението на ромите в Европа, както и последиците от отравянето с диоксин на цивилното виетнамско население.
Първата му книга „Дълго време“ е издадена през 1978 г. Най-известната му книга „Теа от поречието“ е издадена през 2017 г. В нея се разказва за съдбата, настоящето и миналото на циганката Теодора – Tea от Поречието, проживяла целия двайсети век, както и на нейния народ. Романът получава Голямата награда на франкофонията на петте континента през 2018 г.
Жан-Марк Тюрин живее в Брюксел.

## Произведения
- Peauaime (1978)[2]
- Retour sur un lieu que je n'ai jamais quitté (2000) – с Тобиас Шиф[3]
- Gesualdo (2003)
- Foudrol (2005)
- Le Crime d'être Roms. Notes au présent (2005)
- 5, rue Saint Benoît 3e étage gauche. Marguerite Duras (2006) – мемоари
- Terre Noires : lettres des Comores (2008)
- Liên de Mê Linh (2014)
- La Théo des fleuves (2017)[1]
Теа от поречието, изд.: ИК „СОНМ“, София (2019), прев. Тодорка Минева
- Vivre (si vous sauriez comme j'avions) (2020)
- Révérends pères (2022)

### Екранизации
- 1978 Plages sans suites – сценарий и диалог
- 1985 Les enfants – сценарий и диалог
- 2014 Liên de Mê Linh
- 2020 La solitude Anjouan